# Elliot Minor
Elliot Minor (anteriorment The Academy) és un grup de pop rock de York (Anglaterra). El grup és format per Alex Davies (veu principal/guitarra), Ed Minton (cor/guitarra), Dan Hetherton (batería), Ed Hetherton (baix), i Ali Paul (teclat).

## Discografia

### Àlbums
| Data                 | Àlbum        | UK  | UK Indie |
| -------------------- | ------------ | --- | -------- |
| 14 d'abril de 2008   | Elliot Minor | 6   | N/A      |
| 19 d'octubre de 2009 | Solaris      | N/A | N/A      |